# Stemodia purpusii
Stemodia purpusii är en grobladsväxtart som beskrevs av T. S. Brandegee. Stemodia purpusii ingår i släktet Stemodia och familjen grobladsväxter. Inga underarter finns listade i Catalogue of Life.